# 坎卜斯

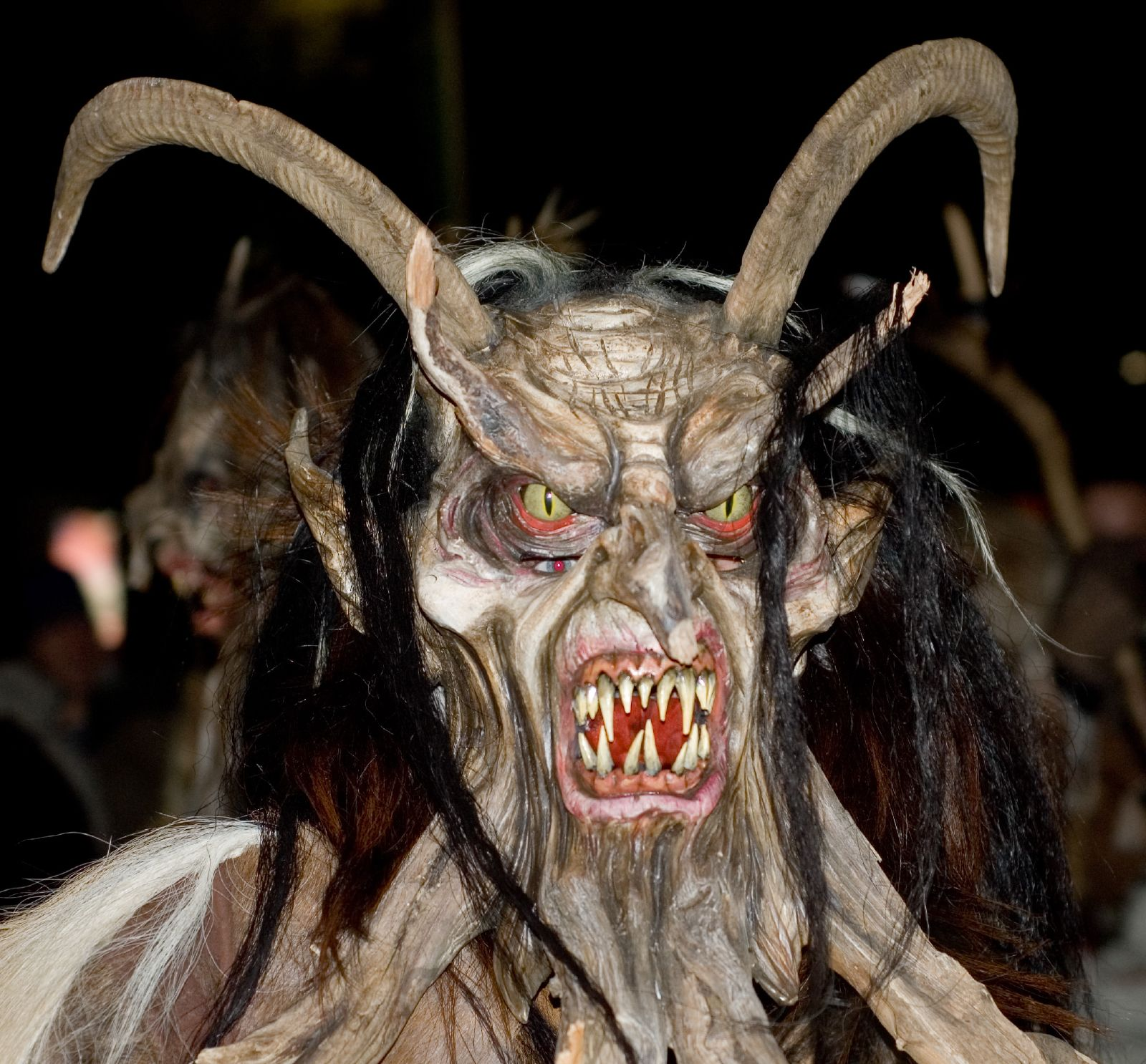
2006年12月2日在奧地利克拉根福的坎卜斯有關活動上打扮成坎卜斯的參與者。

坎卜斯（Krampus；源自中古高地德語單字 krampen，意指「爪子」）是阿爾卑斯山（德語）地區民間故事的一個角色。 坎卜斯為頭上有角、黑髮、有獠牙和長舌頭，並帶著鏈子和鈴鐺以鞭打，還有一捆樺木棍以棒打不順從或舉止糟糕（「邪惡」）的兒童，然後會將「壞孩子」裝袋拖到死者的世界（或它的生活地點）。 在有關傳統中，聖尼古拉斯（英語：Saint Nicholas，歐洲民間故事角色，基於聖尼古拉的形象）用小禮物獎勵表現良好的孩子，而坎卜斯用樺木棒懲罰表現不好的孩子。 在現代德國，有關傳統隨聖誕節慶祝活動開始於每年12月初。 根據現今流傳的故事版本，坎卜斯出現於每年12月5日夜間；隔日，孩子們查看前一夜留下的是禮物或是棒子。
每年聖誕節舉行坎卜斯有關活動的風氣，在晚近再度興起。 現在，在奧地利等地區還舉行有關坎卜斯的遊行或奔跑活動。美國也有許多地區和人群在聖誕節進行有關活動，以非傳統的方式度過聖誕節。 在奧地利等地，人們甚至認為坎卜斯的形象已太過商業化，而失去其傳統內涵。
有關傳統已在今屬德國境內的地區流傳數個世紀。 有關傳統的來源尚不清楚；一些民俗學家和人類學家推測它們可能起源於基督宗教進入有關地區之前的時期。 天主教會曾試圖禁止有關活動。 在第二次世界大戰前後時期的納粹德國等地區，有關傳統也被禁止。 德語地區其他類似的角色還有 Belsnickel、可內希特·魯普雷希特；法語地區則有 Hans Trapp（亞爾薩斯地區北部）、Père Fouettard等。

## 流行文化

### 電影
- 《聖誕妖怪：坎卜斯》（2015年）

## 圖片

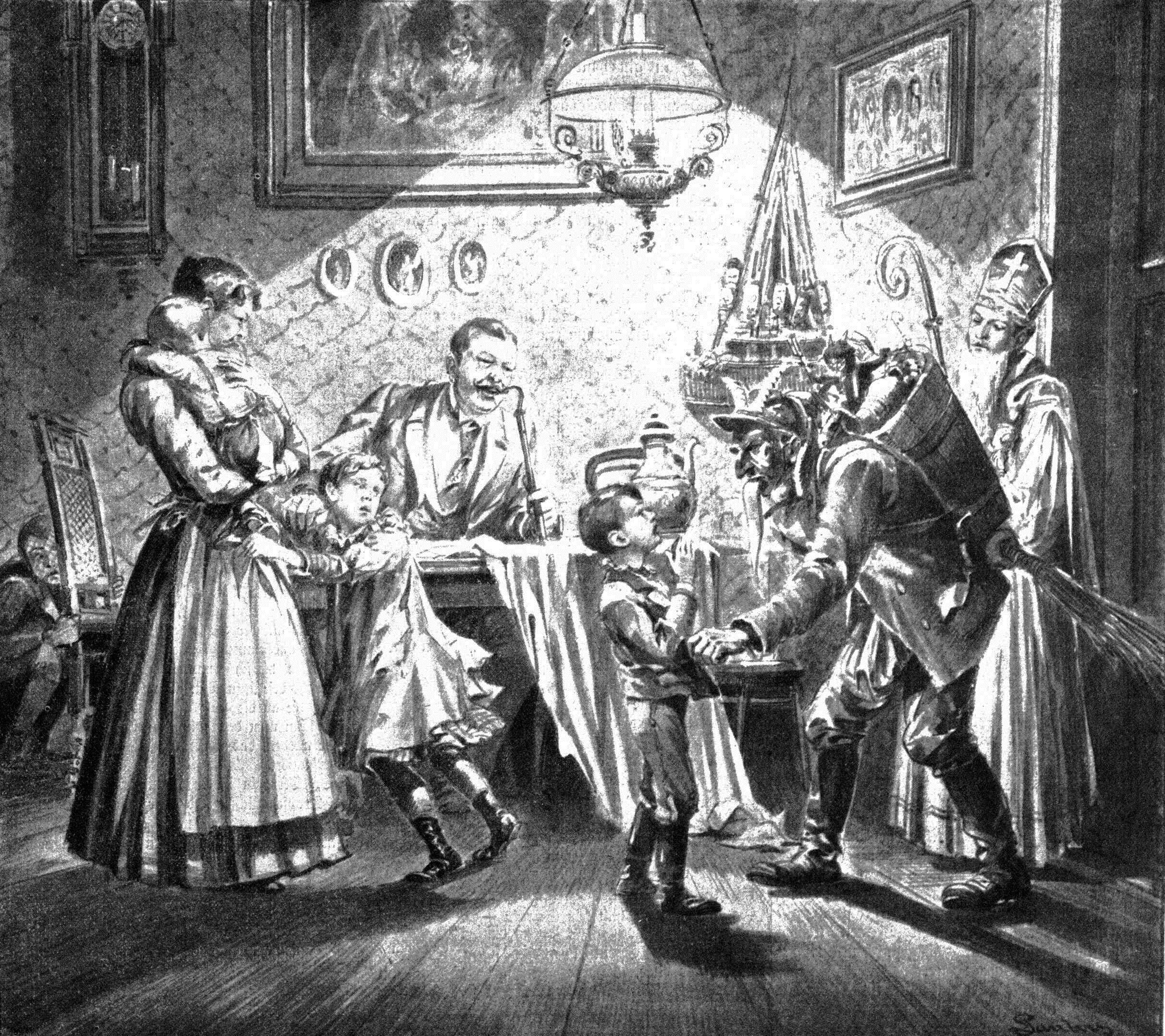
聖尼古拉斯和坎普斯的圖畫形象。1896年底奧地利一個報紙插圖。
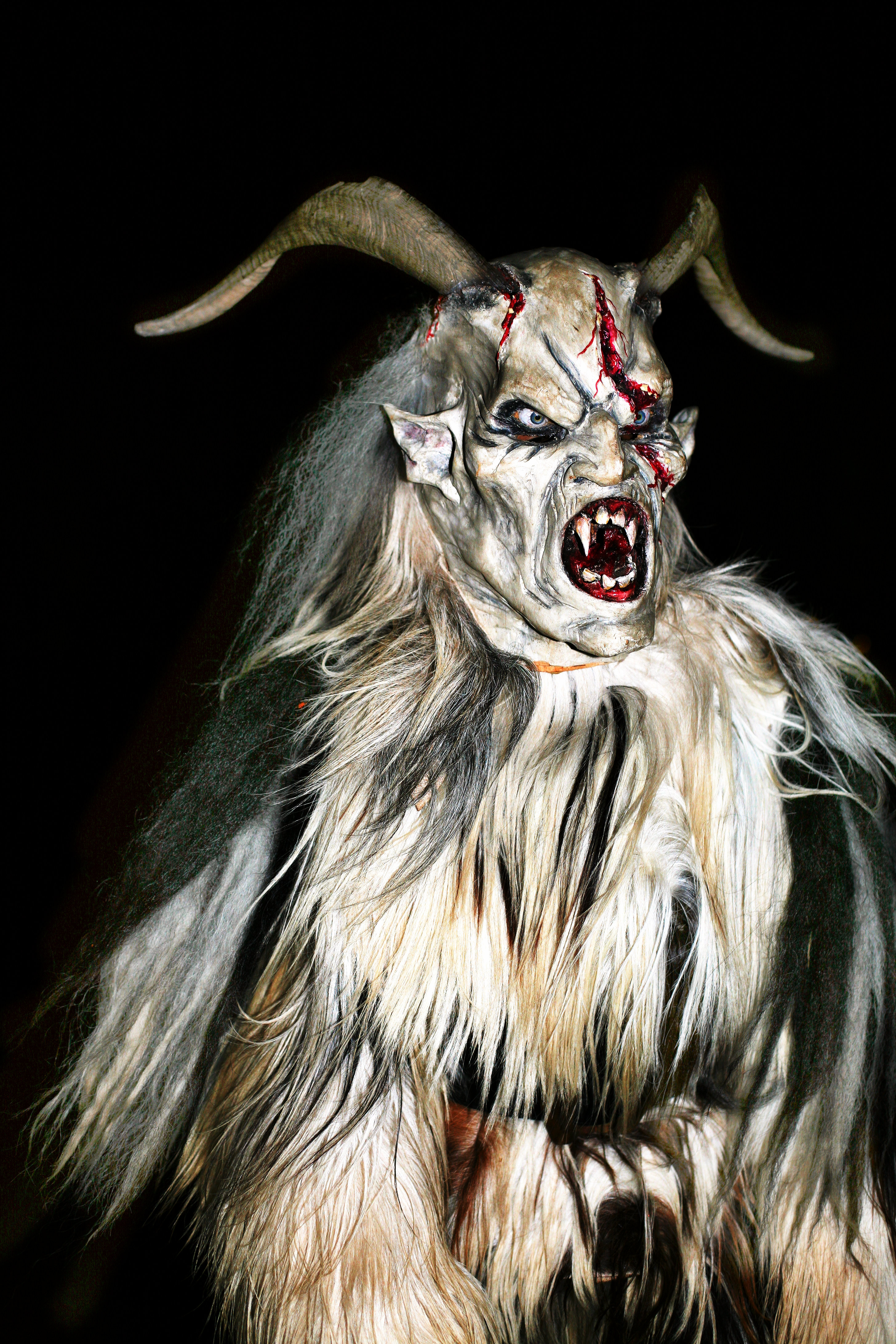
2008年奧地利薩爾斯堡坎卜斯有關活動上裝扮成坎卜斯的參與者。
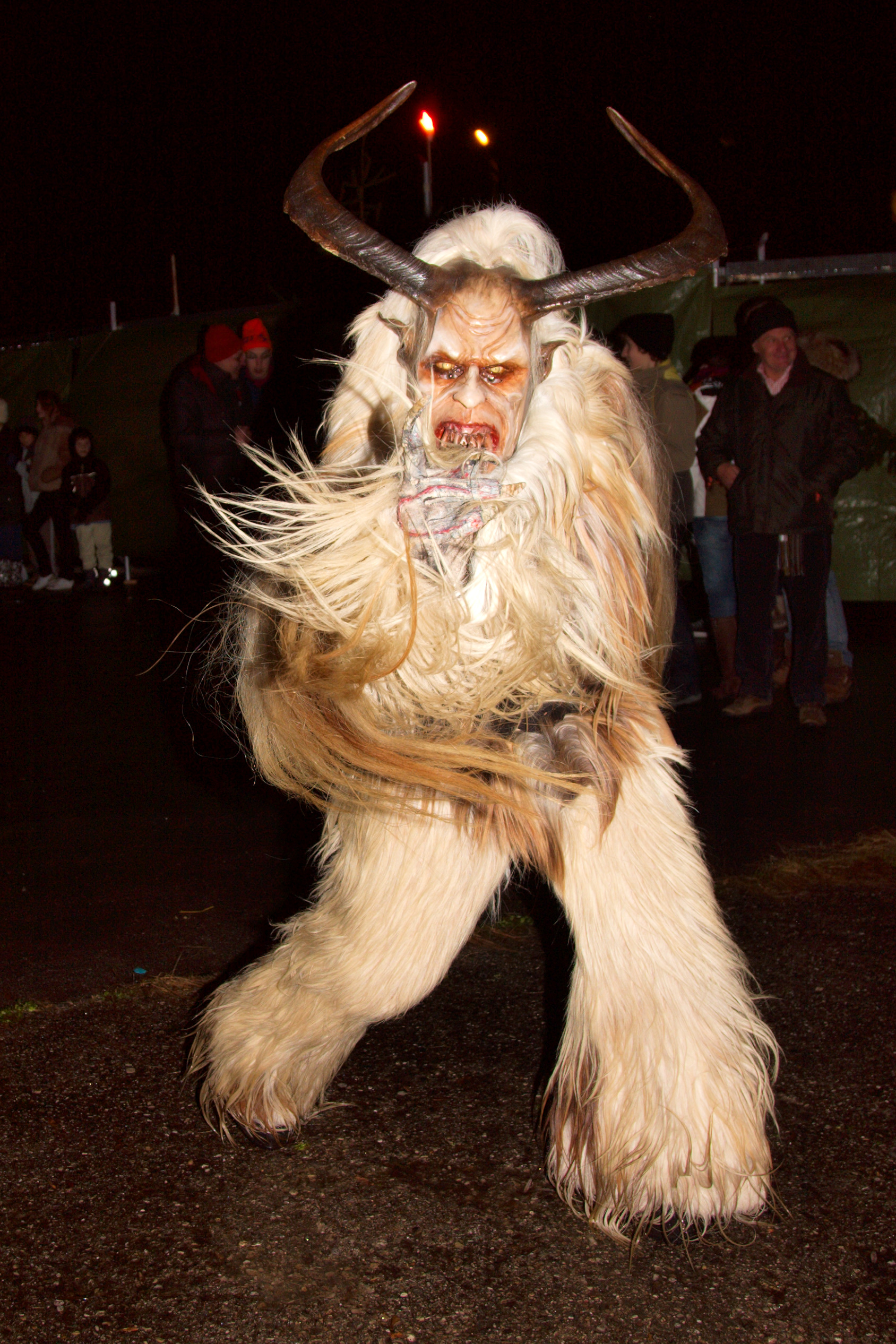
2008年奧地利薩爾斯堡坎卜斯有關活動上裝扮成坎卜斯的參與者。